# Esto
Esto – miasto w Stanach Zjednoczonych, w stanie Floryda, w hrabstwie Holmes.